# Ассан Діао
Ассан Діао Діаун (фр. Assane Diao Diaoune, нар. 7 вересня 2005) — іспанський футболіст сенегальського походження, вінгер клубу «Комо» та молодіжної збірної Іспанії.

## Клубна кар'єра
Народився в Сенегалі, але виріс в Іспанії, куди емігрувала його родина у 2008 році. Займався футболом в академіях клубів «Бадахос», «Флеча Негра» та «Балон де Кадіс», а потім перейшов до молодіжної академії клубу «Реал Бетіс» у 2021 році, підписавши контракт до 2024 року. Будучи спочатку півзахисником, його атакувальні навички привели до того, що гравця перевели на позицію лівого вінгера, і він почав грати за резервну команду у Сегунді Федерасьйон у 2022 році. 26 липня 2023 року Діао продовжив контракт з клубом до 2027 року.
21 вересня 2023 року Діао дебютував у складі першої команди, вийшовши на заміну в матчі Ліги Європи проти «Рейнджерса» (1:0). Пізніше того ж місяця, 28 вересня, він забив свій перший гол у своєму дебютному матчі у Ла Лізі в грі проти «Гранади» (1:1). Через тиждень, 5 жовтня, він забив свій перший гол у єврокубках проти празької «Спарти» (2:1).

## Виступи за збірні
Діао грав за юнацьку збірну Іспанії до 19 років на чемпіонаті Європи 2023 року, на якому Іспанія дійшла до півфіналу. У липні 2024 року він взяв участь у наступному чемпіонаті Європи, який проходив у Північній Ірландії. Там він забив у фіналі проти Франції (2:0) і допоміг команді стати чемпіоном Європи.
У жовтні 2023 року його вперше викликали до молодіжної збірної Іспанії і дебютував там у товариському матчі проти Узбекистану 13 жовтня того ж року.

## Особисте життя
Діао має брата-близнюка Уссейну, який також став футболістом.

## Досягнення
- Чемпіон Європи до 19 років: 2024[17]